# Южно-Уральский никелевый комбинат
Южно-Уральский никелевый комбинат (ПАО «Комбинат Южуралникель») — крупное российское предприятие цветной металлургии, доля которого в мировом производстве никеля составляла более 1 %. Расположено в Орске Оренбургской области.
В состав комбината входят два рудника по добыче никелевой руды — Сахаринский и Буруктальский, которые обеспечивают постоянную сырьевую базу для предприятия.
В связи с неблагоприятной рыночной конъюнктурой с 27 сентября 2012 года основная производственная деятельность на предприятии остановлена на неопределённый срок.
По состоянию на середину 2010-х годов 84 % предприятия принадлежат компании «Мечел». Председатель совета директоров — Елена Селезнёва, генеральный директор — Александр Зарков.

## История
Решение о строительстве никелевого завода в Орске Наркоматом тяжелой промышленности СССР было принято 29 апреля 1935 года. Сырьевой базой предприятия стали месторождения в Орске и Кимперсайское месторождения в Актюбинской области Казахстана. Строительство комбината было начато 13 мая 1935 года. В тото же  год начато строительство посёлка для комбинатовских работников, получивший название Никель, железнодорожной ветки (будущая) с вокзалом станции Никель.
12 декабря 1938 года комбинат выдал первый штейн. В 1940 году было закончено строительство гидрометаллургического цеха и в 1941 году начат выпуск продукции. Под руководством первого директора Н. Н. Чекасина на комбинате была внедрена самая передовая по тому времени технология и техника, включая агломерацию и шахтную плавку окисленных никелевых руд с попутным извлечением металлического кобальта и производством сульфата никеля. В 1940 году было выпущено 3 265 тонн никеля.
В годы войны комбинат был основным поставщиком никеля и кобальта для нужд обороны, поскольку поставки никеля из Канады прекратились, комбинат «Североникель» был эвакуирован, Норильский комбинат только налаживал производство, а мощности Уфалейского и Режского заводов были невелики. В июле 1941 года Наркомат цветной металлургии СССР принял решение о строительстве на комбинате электролизного цеха на базе эвакуированного в Орск оборудования комбината «Североникель». В марте 1942 года цех начал производство электролитного никеля из медно-никелевого файнштейна, поступавшего из Норильска.
В период Великой Отечественной войны в кооперации с «Южуралникелем» работал Медно-серный комбинат, расположенный в соседнем городе Медногорске, где была разработана технология разделительной плавки, позволившая одновременно выплавлять и медь, и никель из руды, доставлявшейся с Мончегорского медно-никелевого месторождения, а также из Норильска. Произведённый таким путём никелевый штейн направлялся на «Южуралникель» для получения из него чистого никеля.
За годы Великой Отечественной войны на комбинате выпуск никеля был увеличен в 3, кобальта в 2, никеля в сульфате в 1,5 раза. Комбинату 18 раз присуждалось переходящее Красное знамя Государственного Комитета Обороны СССР и было оставлено на вечное хранение. За заслуги в обеспечении продукцией Советской Армии и Военно-Морского Флота в годы Великой Отечественной войны комбинат был награждён орденом Отечественной войны I степени.
В послевоенные годы продолжилось наращивание объёмов выпуска продукции. В частности, освоено производство товарного медного купороса из отходов электролизного цеха в 1957 году. Извлечения кобальта из жидких конвертерных шлаков путём перемешивания со штейном позволило существенно увеличить выпуск кобальта. Проводилась модернизация основного металлургического оборудования. В 1964 году введено в эксплуатацию новое мощное очистное отделение с современным автоматизированным оборудованием. В 1966 году за увеличение выпуска металлов и достижение высоких показателей комбинат был награждён орденом Трудового Красного Знамени.
В 2007 году комбинат произвёл рекордное количество продукции — свыше 17 тысяч тонн (в пересчёте на чистый никель). В 2008 году, по причине временного падения цен на никель, объёмы производства были сокращены. Это время было использовано для проведения текущих ремонтных работ, что позволило увеличить эффективность производства. Завод способен производить до 17,5 тысяч тонн продукции в год (в пересчёте на чистый никель). 80 % сплава, произведённого комбинатом, идёт на экспорт.

## Известные сотрудники
- Овчинников, Василий Сергеевич (1920—1983) — старший печевой обжигово-восстановительного цеха, Герой Социалистического Труда[5].
- Ротин, Григорий Михайлович (1918—1980) — начальник участка дробильно-агломерационного цеха № 1, Герой Социалистического Труда[6].
- Матухнов, Владимир Яковлевич (1949—2017) — аппаратчик-гидрометаллург гидрометаллургического цеха, Ударник Коммунистического Трудах[7].